# Изли, Джефф

Обложка альбома группы Rhapsody of Fire — Triumph or Agony

Джефф Изли (англ. Jeff Easley; род. 1954) —  американский художник-фантаст возглавлявший художественную редакцию TSR, Inc в 1980-х — 1990-х годах.

## Биография
Изли родился в 1954 в городе Николасвилл, Кентукки, США. Окончил в 1976 году Государственный Университет Мюррея. Занимался рисованием, скульптурой, сотрудничал с компанией Marvel Comics и издательством Warren. В 1982 году стал постоянным членом художественного штаба компании TSR. Рисовал обложки для модулей D&D, компьютерных игр и книг правил, коллекционные карты. Большое количество его работ является обложками фантастических романов из серий Forgotten Realms и Dragonlance, в частности, почти все ранние обложки книг Роберта Сальваторе. Лауреат многих профессиональных премий.
В настоящее время Джефф является вольнонаемным художником. В частности, он нарисовал обложку альбома итальянской рок-группы Rhapsody of Fire — Triumph or Agony.